# Absorbție (fizică)
În fizică, absorbția reprezintă:
- procesul de pătrundere a particulelor (molecule, atomi sau ioni) unei substanțe (absorbit) într-o altă substanță (absorbant).
- micșorarea energiei cinetice sau a numărului particulelor, la trecerea printr-o substanță.
- fenomenul de atenuare a energiei unei radiații electromagnetice în timpul trecerii sale printr-un mediu transparent. Energia care este absorbită de către mediu se transformă în alte forme de energie.

## Formule
În cazul atenuării radiației electromagnetice, soluția ecuației undelor plane, ce se propagă în direcția axei Ox într-un mediu disipativ, se poate scrie:
{\displaystyle \Psi =ae^{-{\frac {\alpha }{2}}x}e^{i(\omega t-kx)},}
unde {\displaystyle \omega } este pulsația undei, iar k numărul de undă.
Deoarece intensitatea undei este proporțională cu pătratul amplitudinii (egal cu {\displaystyle \Psi \Psi ^{*}}), rezultă:
{\displaystyle I=C\Psi \Psi ^{*}=Ca^{2}e^{-\alpha x},}
unde {\displaystyle Ca^{2}=I_{0}} (intensitatea undei înainte de a pătrunde în mediul disipativ). Deci:
{\displaystyle I=I_{0}e^{-\alpha x}}
și reprezintă legea de absorbție a undelor, unde {\displaystyle \alpha } este coeficientul de absorbție.
În funcție de penetrația {\displaystyle \delta }, legea de absorbție a undelor se mai poate scrie:
{\displaystyle I=I_{0}e^{-2{\frac {x}{\delta }}}.}
Fluxul energetic {\displaystyle \Phi _{\text{e}}} al undei este energia ce pătrunde în mediu în unitate de timp:
{\displaystyle \Phi _{\text{e}}={\frac {dW_{\text{e}}}{dt}}};
în care {\displaystyle W_{\text{e}}} este energia electromagnetică a radiației luminoase. Fluxul (ca și puterea) se măsoară în wați.
Intensitatea unei unde plane incidente {\displaystyle I_{0}} suferă o micșorare după legea:
{\displaystyle I=I_{0}e^{-kd}}
unde d este grosimea stratului de substanță străbătută de lumină, k este coeficientul de absorbție care în general depinde de lungimea de undă.

## Absorbția atmosferică
Absorbția atmosferică reprezintă fenomenul de absorbție selectivă a radiațiilor electromagnetice (solare, stelare etc.) care pătrund în atmosfera terestră, datorită unor constituenți gazoși ai săi.
Atmosfera este transparentă pentru radiația vizibilă (prezintă o fereastră optică între 0,3 și 0,8 μ), dar este parțial opacă pentru domeniul ultraviolet și pentru cel infraroșu.
Straturile ionosferei reflectă radiația radio cu lungime de undă mare.
Radiația ultravioletă solară cu lungimea de undă mai mică de 0,29 μ este absorbită de stratul de ozon al atmosferei, datorită disocierii atomilor de oxigen și recombinării moleculelor de ozon (O3), de oxigen (O2) și de azot (N2).
De asemenea, radiația în infraroșu este puternic absorbită în atmosferă din cauza prezenței (benzilor de absorbție) vaporilor de apă (H2O), dioxidului de carbon (CO2), bioxidului de azot (NO2), metanului (CH4) și ozonului.
Absorbția atmosferică nu este totală decât în infraroșul îndepărtat; în infraroșul apropiat, câteva ferestre situate între benzile de absorbție ale vaporilor de apă, la circa 1,6,  2,2 și 3,8 μ, permit recepționarea acestei radiații.
"Fereastra radio" cuprinde lungimi de undă cu valori între 8 mm și circa 20m.